# Alma (Alabama)
Alma ist ein gemeindefreies Gebiet im Clarke County im Bundesstaat Alabama in den Vereinigten Staaten.

## Geographie
Alma liegt im Südwesten Alabamas im Süden der Vereinigten Staaten. Etwa 35 Kilometer südlich des Ortes mündet der Majors Creek in den Tombigbee River, der schließlich als Mobile River und Tensaw River in den Mobile Bay und den Golf von Mexiko mündet.
Nahegelegene Orte sind unter anderem Jackson (9 km westlich), Wagarville (21 km westlich), Uriah (23 km südöstlich) und Frisco City (25 km östlich). Die nächste größere Stadt ist mit 195.000 Einwohnern das etwa 80 Kilometer südlich entfernt gelegene Mobile.

## Geschichte
Der Ort wurde benannt nach der Lehrerin Alma Flinn.

## Verkehr
Alma liegt etwa 14 Kilometer südöstlich des U.S. Highway 43 sowie 16 Kilometer südwestlich des U.S. Highway 84. 47 Kilometer südöstlich des Ortes verläuft der Interstate 65, der vom Süden Alabamas über 1440 Kilometer bis nach Indiana verläuft.